# Cividale del Friuli
Cividale del Friuli (friuli nyelven: Cividât, helyi nyelvjárásban: Sividât, szlovénül: Čedad) település Olaszországban, Friuli-Venezia Giulia régióban, Udine megyében. Lakosainak száma 10 815 fő (2023. január 1.). Cividale del Friuli Corno di Rosazzo, Moimacco, Prepotto, San Pietro al Natisone, Torreano és Premariacco községekkel határos.

## Közlekedés

### Vasút
A település megközelíthető Udine felől a Udine–Cividale-vasútvonalon, a járatok óránként közlekednek.

## Népesség
A település népességének változása:
| Lakosok száma | 11 587 | 11 292 | 11 176 | 10 815 |
|               | 2008   | 2015   | 2018   | 2023   |

## Híres személyek
- itt született Alessandro Argenton (1937–2024) olimpiai ezüstérmes olasz lovas